# 肖田乡
肖田乡，是中华人民共和国江西省赣州市宁都县下辖的一个乡镇级行政单位。
2020年中国南方水灾期间，6月2日至6日，肖田乡美佳山村长罗水电站水库溃坝决堤，2人溺亡，292户受灾，多亩农田被淹。

## 行政区划
肖田乡下辖以下地区：
肖田村、吴村、小吟村、带源村、朗源村、美佳山村、柏树村和朗际村。